# Maurice Janet
Pour les articles homonymes, voir Janet.
Maurice Janet, né le 24 octobre 1888 à Grenoble (Isère) et mort le 12 novembre 1983 dans le 16e arrondissement de Paris, est un mathématicien français.

## Éducation et carrière
Maurice Janet est ancien élève de l'École normale supérieure (promotion 1907) et agrégé de mathématiques (1910).
En 1912, alors étudiant, il visita Göttingen, puis devint  professeur à  l'université de Nancy, à  l'université de Caen et à l'université de Paris.  Il fut invité comme conférencier au Congrès international des mathématiciens en 1924 à Toronto, puis en 1932 à Zurich, et, enfin  en 1936 à Oslo.
Il laissa son nom aux principes de Janet (en) de même qu'aux  séquences de Janet, et à  un algorithme de la théorie des systèmes d'équations aux dérivées partielles. En 1926, il a démontré  des résultats qui furent ensuite généralisés par le théorème de plongement de Nash.
En 1948, il fut président de la Société mathématique de France.
Janet était un ami proche du mathématicien Ernest Vessiot.

## Quelques publications

### Articles
- Les systèmes d''équations aux dérivées partielles, Journal de mathématiques celles des purs et appliquées 8 ser., t. 3 (1920), pages 65-123.
- « Les modules de formes algébriques et la théorie générale des systèmes différentiels », Annales scientifiques de l'É.N.S., vol. 41,‎ 1924, p. 27–65 (lire en ligne)
- « Sur la possibilité de plonger un espace riemannien donné dans un espace euclidien », Annales de la Société Polonaise de Mathématique, vol. 5,‎ 1926 (lire en ligne)
- « Les systèmes d'équations aux dérivées partielles. », Mémorial des sciences mathématiques, vol. 21,‎ 1927, p. 1–55 (lire en ligne)
- « Les systèmes comprenant autant d'équations aux dérivées partielles que de fonctions inconnues. Caractéristiques singulières des systèmes normaux. Caractéristiques ordinaires des systèmes anormaux », Journal de Mathématiques Pures et Appliquées,‎ 1929, p. 339–352 (lire en ligne)

### Livres
- Leçons sur les systèmes d'équations aux dérivées partielles, 1929[10]
- Équations intégrales et applications à certains problèmes de la physique mathématique, 1941 (lire en ligne)
- Précis de calcul matriciel et de calcul opérationnel, 1954
- Compléments divers sur la transformation de Laplace et les équations aux dérivés partielles, 1955
- Mécanique analytique et mécanique céleste. Sujets proposés aux examens écrits de 1954 à 1959, 1966